# Молдавско-украинские отношения
Молдавско-украинские отношения — двусторонние отношения между Молдавией и Украиной. Дипломатические отношения были установлены 10 марта 1992 года. Протяжённость государственной границы между странами составляет 1202 км.

## История отношений
Хотя новейшие официальные межгосударственные отношения между Украиной и Молдовой были начаты в 1992 г., они основаны на 600-летних культурных, церковных и научных связях украинцев и молдаван.
История украинско-молдавских союзов уходит корнями во вторую половину XVI в., когда в 1563 г. неудачную попытку занять трон господаря Молдовы осуществил Дмитрий Вишневецкий. В 1577 г. господарем Молдавского княжества стал Иван Подкова.
Во время войны украинцев против Речи Посполитой в 1652 г. Богдан Хмельницкий заставил хозяина Молдовы Василия Лупула согласиться на брак своей дочери Розанды Лупул на сыне украинского гетмана Тимофее Хмельницком — после этого Молдова стала союзником Украины в её борьбе с Польшей. Богдан Хмельницкий в течение нескольких лет неудачно пытался реализовать масштабный «молдавский проект»: он включал становление родства с монаршими семьями Европы через брак сына Хмельницкого с дочерью господаря Молдовы, сближение в отношениях с Семигородом и Валахии, склонение на свою сторону Януша Радзивилла, фактического правителя Великого княжества Литовского, который был женат на другой дочери Василия Лупула — Марии. «Молдавский проект» Б. Хмельницкого перестал быть актуальным после смерти Тимофея в 1653 г. в битве под Сучавой.
Гетманом (обладателем) Правобережной Украины в 1681—1683 г.г. турецким султаном Мехмедом IV был назначен грек по происхождению, хозяин Молдавского княжества Георге Дука (именно во время его правления в Северном Причерноморье появились молдавские поселенцы). Некоторые румынские источники также называют четырёх других хозяев Молдовы — Иоанна Водэ Февраля (рум. Ioan Vodă cel Cumplit), Стефана Могилу (рум. Ştefan Movilă), Думитрашко Кантакузина (рум. Dumitraşcu Cantacuzino) и Михая Раковицэ (рум. Mihai Racoviţă) — обладателями украинских земель, хотя украинскими источниками это не подтверждается.
На территории современной Молдовы, а именно в городе Бендеры, 5 (16) апреля 1710 года была принята первая украинская конституция «Пакты и Конституции прав и вольностей Войска Запорожского» (лат. Pacta et Constitutiones legum libertatumque exercitus zaporoviensis).
Отдельной страницей отношений Украинской Народной Республики и Молдавской демократической республики были 1917—1918 годы, когда, вопреки существующему в то время распределению населения и несмотря на решение украинских общин (например, Буковинского народного вече 3 ноября 1918 года о воссоединения Северной Буковины с УНР; Крестьянского съезда Аккерманского уезда Бессарабии 10 января 1918 года о присоединении уезда к Украине, решения земских собраний в марте-апреле 1918 г. пяти из восьми уездов Бессарабии — Аккерманского, Бендерского, Измаильского, Сороцкое и Хотинского — о присоединении к Украине), вся территория Бессарабии, а также Северная Буковина были оккупированы Румынией и включены в её состав (украинцы компактно проживали в Северной Буковине, Северной Бессарабии и в Южной Бессарабии или в Буджаке). К УНР хотели присоединиться и болгары, которые компактно проживали в Южной Бессарабии.
Украина признала независимость Республики Молдова 21 декабря 1991 года. Дипломатические отношения между Республикой Молдова и Украиной были установлены 10 марта 1992 года. Первый официальный визит президента Украины Л. Кравчука в Молдову состоялся 23 октября 1992 г. Во время визита был подписан «Договор о добрососедстве, дружбе и сотрудничестве между Украиной и Республикой Молдова».
Послом Украины в Молдове является Иван Гнатишин. Протяжённость границы между Молдовой и Украиной — 985 км. Украинцы являются второй по величине этнической группой в Молдавии после молдаван (442.346 человек, которые составляют 11,2 % от всего населения). Молдаване являются четвёртым по численности национальным меньшинством на Украине (по состоянию на 2001 г. на Украине насчитывалось 258.600 молдаван, то есть 0,5 % всего населения страны).
С момента образования Молдавского княжества и сегодня много молдаван проживали на Украине, а украинцев в Молдове. Известным молдаванином, который жил в Киеве и сделал чрезвычайно важный вклад в украинскую культуру, был Пётр Могила (1596—1647 г.г.).
В 1870—1885 г.г. в Сучаве (Северная Молдова — Южная Буковина) жил Николай Устиянович, украинский поэт и общественный деятель, организатор Собора русских учёных, автор слов песни «Верховина, свет ты наш». В городе Гурагумора (Северная Молдова — Южная Буковина) родилась Ольга Кобылянская.
Из современников в Молдове родились Сергей Тигипко (Синжерейський район), Анатолий Кинах (Единецкий район) и Кира Муратова (г. Сороки).
Гражданами Украины — этническими молдаванами из Черновицкой области является София Ротару, Иво Бобул и Лилия Сандулеса. С молдаванами связаны местности в Одессе «Молдаванка» и в Киеве «Бессарабка».
Гражданином Румынии этническим украинцем (родившийся на территории исторической Северной Молдавии — Южной Буковины) является известный румынский художник-импрессионист Василий Хутопила. Этнической украинкой (в семье были также русские и молдаване) является известная современная румынская певица Анна Леско (рум. Anna Lesko), которая родилась и жила до 17 лет в Кишиневе в Республике Молдова. Этническим украинцем из Одесской (с. Марковка), проживающего в Республике Молдова, является известный молдавский, советский и российский футболист и тренер сборной Молдовы по футболу в 2006—2009 г.г. Игорь Добровольский.

### Украинско-молдавские отношения к середине XVII века
Значительная часть территории современной Республики Молдова в XIV веке была заселена украинцами (русинами) и входила в состав Киевской Руси и Галицко- Волынского княжества. В «Повести временных лет» есть сведения о населении Днестровско-Прутского междуречья в IX — XIII в. славянскими племенами (тиверцами, а также уличами и белыми хорватами), которые впоследствии стали частью украинской нации.
Территория современной Республики Молдова была заселена румыноязычными переселенцами из Трансильвании в XIV веке (после 1359 г. или 1352 г., когда румыноязычные переселенцы из Марамуреша основали первые поселения у г. Сучава в Южной Буковине), когда возникло отдельное Молдавское княжество. Русское население в значительной мере было ассимилировано (это облегчалось общностью религии — православного христианства), хотя есть свидетельства, что в начале истории Молдавского княжества украинского составляли не менее трети населения страны.
В период XIV — XVII веков формировалась самобытная культура украинского и молдавского народов. Можно отметить ряд общих черт в книжной культуре, на которую большое влияние имела религия. Православие, как господствующая религия и молдаван и украинцев была объединяющим фактором для двух народов. В молдавской церкви, как и в украинской, в богослужении и письменности употреблялся старославянский язык в украинском (киевском) своде, до конца XVI века Украинская и молдавская церкви зависели от константинопольского патриарха. Связи развивались и в дальнейшем: продолжался обмен предметами церковного обихода, книгами; церковные деятели приезжали на время или навсегда с Украины в Молдавию или из Молдавии на Украину. Обмен способствовал формированию многочисленных общих черт как в искусстве, так и в образовании Молдавии и Украины.
Одним из самых известных церковных деятелей Молдовы и Украины в XV веке был болгарин по происхождению Григорий Цамблак. Большую часть своей жизни он провёл в Молдове, проживая в монастыре Нямц (рум. Mănăstirea Neamţ). Церковную и литературную деятельность он продолжил на Украине, став киевским митрополитом (1414—1418 гг). В годы турецкого владычества молдавская культура пришла в упадок. Так, в XVII в., когда появилась потребность в опытных художниках, их стали искать за пределами Молдовы, в том числе и на Украине.
Тесные культурные контакты отмечались между Молдовой и некоторыми украинскими городами Галичины, Волыни и Подолье. Во многих из них ещё в XV в. при соборах были организованы православные братства. С конца XVI в. они начали вести просветительскую работу. На границе XVI — XVII веков ведущая роль принадлежала Львовскому братству.
Тесные связи с украинскими братствами способствовали развитию молдавской культуры. Связи между Молдовой и Львовом были давними. Из Львова в Молдову привозили книги, в то же время Львовское братство из Молдовы получало материальную помощь на строительство церквей и на нужды типографии. В 1628 г., когда сгорела львовская типография, на её восстановление большую сумму денег выделил господарь Молдовы Мирон Барновский-Могила (рум. Miron Barnovschi-Movilă).
Иногда молдавские бояре и богатые горожане для получения образования посылали своих детей в украинские школы — на Волынь и Подолье. В свою очередь, в немногочисленные школы Молдовы приглашались учителя с Украины.
Особую роль в развитии молдавской культуры играл Киев, откуда приезжали учителя, архитекторы. Большой вклад в укрепление культурных связей между Молдовой и Украиной внёс брат господаря Молдовы киевский митрополит Петр Могила. В начале XVII в. он переселился на Украину, затем, став митрополитом киевским, развернул широкую духовно-культурно-просветительскую деятельность. С его именем связана организация Киево-Могилянской академии и типографии в Киево-Печерской лавре. Заботясь о развитии культуры и образования в Молдове, Петр Могила в 1640 г. отправляет в Яссы своего сподвижника Софрония Почаского. При его участии в Яссах, по примеру Киевской академии, была основана Славяно-греко-латинскую академия и создана первая молдавская типография (1641 г.), где была издана первая книга — «Казания» (сборник церковных поучений) молдавского митрополита Варлаама.
Один из славянских оригиналов «Казания», из которого Варлаамом был сделан перевод, был доставлен ему, вероятно, с Украины. В ней есть 55 гравюр, из которых 17 были выполнены известным в то время украинского гравером Ильей, монахом Киево-Печерской лавры. Таким образом, одни и те же печатные доски с украшениями для церковных книг использовались в типографиях как в украинских землях, так и в Молдавском княжестве, художники размещали в книгах одинаковые рисунки.

### «Молдавский проект» Богдана Хмельницкого
Период украинском-польской войны под предводительством Богдана Хмельницкого стал временем развития украинской казацкой дипломатии. Главной целью связей с иностранными державами был поиск потенциальных союзников в борьбе за получение и отстаивание казацких привилегий. Если с большинством стран, с которыми Богдан Хмельницкий поддерживал международные отношения, Войско Запорожское «заигрывали», то некоторым, прежде Молдавском княжеству, оно пыталось диктовать свои условия.
Молдова, которая была вассалом Османской империи, непосредственно граничила с новообразованным государством Богдана Хмельницкого, а следовательно могла быть потенциальным союзником или врагом. Для обеспечения необходимой «линии поведения» Богданом Хмельницким было совершено четыре похода на территорию княжества, которые в историю вошли под названием «Молдавских».
Такое развитие отношений неоднозначно рассматривался отечественными и зарубежными историками. Кое-кто видел в них просто грабительские нападения другие видели попытки получить преданного союзника третьи видели целью — путём династического брака поднять авторитет казацкого государства, четвёртые — шаг к установлению монархии путём установления родственных связей с молдавским господарём (формально «монархом»). С точностью можно лишь утверждать, что Молдавское княжество составляло в планах Богдана Хмельницкого отдельный проект.

### Современность
12 января 2017 года премьер-министр Молдавии Павел Филип провёл телефонный разговор со своим украинским коллегой Владимиром Гройсманом. В ходе переговоров Павел Филип подтвердил, что Молдавия поддерживает действия Украины в восточной части страны, а также выступает за сохранение территориальной целостности и суверенитета украинского государства.
Имеются проблемы, связанные с использованием трансграничных водных ресурсов. Например, из-за строительства и пуска на Украине Днестровской ГЭС и ГЭС-2, Днестр, главная водная артерия Молдавии, расположенной ниже по течению, сильно обмелел с конца 1990-х годов, в нём резко сократились рыбные запасы и ухудшилось качество воды. Ситуация может ещё более усугубиться из-за строительства новых очередей украинских ГЭС на Днестре, что грозит Кишинёву дефицитом пресной воды.
В 2021 году президент Молдовы М.Санду совершила визит на Украину, где провела встречу с украинским лидером В.Зеленским. По итогам мероприятия глава украинского государства отметил, что свой первый зарубежный визит после избрания Президентом Молдовы Майя Санду осуществляет именно в Украине. Поэтому 2021 год должен стать годом укрепления дружбы и партнерства.
Однако вскоре после переговоров лидеров двух государств отношения Киева и Кишинева осложнились из-за похищения украинского судьи Н.Чауса, скрывавшегося в Молдове. По официальной информации, обнародованной молдавским МВД, к похищению причастны иностранные граждане, которые вывезли Н.Чауса на территорию Украины. Между собой похитители общались исключительно на украинском языке.
В дальнейшем представитель прозападной партии Молдовы «Платформа DA», председатель следственной комиссии парламента по данному делу, Василий Нэстасе заявил, что «украинские власти не проявили открытость, отказались давать образцы ДНК подозреваемых для сверки, и отказались от снятия дипломатического иммунитета с другого подозреваемого, для привлечения его по делу».
Негативно на отношениях двух стран также может отразиться инцидент с приднестровским пограничником, которого неизвестные обстреляли в Зоне безопасности. По информации молдавских СМИ к происшествию могут быть причастны военнослужащие ГУР ВСУ – данная версия в настоящее время активно прорабатывается следственными органами непризнанного Приднестровья.
В 2022 году во время российской агрессии на Украине Молдавия приняла на себя большое количество украинских беженцев.

## Торговля
В 2018 году объём товарооборота между странами составил сумму 983,5 млн долларов США.